# 삼중대광사도광리군목상
삼중대광사도광리군목상(三重大匡司徒廣理君木像)은 대한민국 경상남도 밀양시 교동에 있는, 고려 태조 왕건을 도와 후백제를 평정하는데 공을 세운 밀양손씨의 입향조이자 중시조인 손긍훈(孫兢薰)의 목상이다. 1995년 5월 2일 경상남도의 문화재자료 제214호로 지정되었다.

## 개요
고려 태조 왕건을 도와 후백제를 평정하는데 공을 세운 밀양손씨의 입향조이자 중시조인 손긍훈(孫兢薰)의 목상이다. 손긍훈은 고려 건국공신으로 태조 왕건을 도와 후백제 견훤의 아들인 신검을 황산전투에서 사조잡은 공로로 좌명공신에 선정되고, 광리군에 봉해졌으며 그가 죽은 후에 삼중대광사도에 추증되었다.
1894년 갑오경정 이후 관향이 폐지되자 후손들이 춘복재의 현충사로 이봉하여 모셨으며 현재는 밀양시립박물관에 보관 중이다. 목상은 붉은 관복을 입고 오른손에 긴 칼을 들고서 의자에 앉은 무인의 모습을 나무로 깎아 만들었는데 매서운 눈과 큰 키로 보아 힘찬 호령을 하는 듯한 표정을 하고 있다. 이 상(像)은 원래 소상(塑像)이었다고 하나 목상으로 바뀐 시기는 구체적으로 알 수 없다.

## 참고 문헌
- 삼중대광사도광리군목상 - 국가유산청 국가유산포털